# 杜漸 (明朝)
杜漸（16世紀—16世紀），字晉夫，廣東廣州府番禺縣人，明朝政治人物。

## 生平
杜漸是嘉靖四十年（1561年）辛酉科廣東鄉試舉人，授靖州學正，當地猺苗雜處，士習樸陋，他用經術教化外族人，陞江華知縣，為政廉靜厚道，不求赫赫有名而自有循聲，三年後告歸，離開時行李蕭然，回鄉後與士大夫在仙觀結社，謝絕當道造訪，著有《南歸續稿》、《星臺赤幟》、《和陶楚游》十多種，九十歲才去世，有御史為他寫下墓誌銘。

## 引用
1. 1 2  同治《番禺縣志·卷四十·列傳九》：杜漸，字晉夫，性穎悟，博涉群籍，嘉靖四十年鄉舉，仕靖州學正，地雜猺苗，士習樸陋，導以經術，彬彬向風，擢知江華，為政廉靜長厚，不務赫赫名而循聲益著，邑故有暖谷，吳望冬冷歌父，諸山漸見鎖鑰不完，建華二樓以補其闕，輒登眺吟詠，居三載告歸，宦橐蕭然，與士大夫結社仙觀，當道造請悉謝絕，所著有《南歸續稿》、《星臺赤幟》、《和陶楚游》十餘種，卒年九十，御史會陳易誌其墓，子資元邑諸生。 據任志修